# Gara Murfatlar
Gara Murfatlar este o gară de pe magistrala CFR 800 aflată pe teritoriul orașului Murfatlar. Clădirea este clasată, împreună cu turnul de apă, ca monument istoric.
Ansamblul este format din două monumente:
- Gara Murfatlar (cod LMI CT-II-m-B-02865.01)
- Turn de apă (cod LMI CT-II-m-B-02865.02)